# Condado de Richland (Wisconsin)
El condado de Richland (en inglés: Richland County), fundado en 1842, es uno de 72 condados del estado estadounidense de Wisconsin. En el año 2000, el condado tenía una población de 
152,307 habitantes y una densidad poblacional de 82 personas por km². La sede del condado es Richland Center. El condado recibe su nombre por las ricas tierras de la zona.. 

## Geografía
Según la Oficina del Censo, el condado tiene un área total de 1,526 km², de la cual 1,518 km² es tierra y 8 km² (0.54%) es agua.

### Condados adyacentes
- Condado de Vernon (norte)
- Condado de Sauk (este)
- Condado de Iowa (sureste)
- Condado de Grant (sureste)
- Condado de Crawford (oeste)

## Demografía
En el censo de 2000, había 152,307 personas, 7,118 hogares y 4,833 familias residiendo en el condado. La densidad poblacional era de 8 personas por km². En el 2000 había 8,164 unidades habitacionales en una densidad de 5 por km². La demografía del condado era de 98.39% blancos, 0.15% afroamericanos, 0.26% amerindios, 0.21% asiáticos, 0,03% isleños del Pacífico, 0.28% de otras razas y 0.68% de dos o más razas. 0.93% de la población era de origen hispano o latino de cualquier raza.

## Localidades

### Ciudades, pueblos y villas
- Akan
- Bloom
- Boaz
- Buena Vista
- Cazenovia
- Dayton
- Eagle
- Forest
- Henrietta
- Ithaca
- Lone Rock
- Marshall
- Orion
- Richland Center
- Richland
- Richwood
- Rockbridge
- Sylvan
- Viola (parcial)
- Westford
- Willow
- Yuba

### Áreas no incorporadas
- Bosstown
- Gotham
- Sabin
- Sextonville
- Sylvan
- West Lima